# Les Calusari
Les Calusari (The Calusari) est le 21e épisode de la saison 2 de la série télévisée X-Files. Dans cet épisode, une famille est victime d'événements tragiques qui semblent être causés par le fils aîné.

## Synopsis
A Murray, en Virginie, la famille Holvey passe la journée dans un parc d’attractions lorsqu’un conflit survient entre Charlie, âgé de 7 ans, et son père, au sujet d’un ballon en baudruche donné par ce dernier à Teddy, le fils cadet âgé de 2 ans 1/2, et que Charlie convoite. Quelques minutes plus tard, Maggie, la mère des enfants, se rend aux toilettes avec Teddy, qu’elle accroche au lavabo avec un harnais le temps de faire ses besoins. Le jeune enfant, qui avait gardé son ballon, le lâche alors et celui-ci s’envole par une fenêtre ouverte. Maggie sort des toilettes un instant plus tard et découvre le harnais vide. Elle se précipite au dehors et retrouve son mari et Charlie. Ils repèrent rapidement Teddy, qui suit son ballon gonflable jusqu’à la hauteur d’une voie ferrée utilisée par un petit train faisant le tour du parc. Les deux parents se rendent compte que le train est sur le point de passer, ils courent en hurlant pour inciter l’enfant à quitter la voie, ce qui alerte le conducteur du train. Ce dernier aperçoit Teddy et tente de freiner, sans succès. Le train heurte le petit garçon, qui meurt sur le coup. Toutes les personnes à proximité, ainsi que les parents désespérés arrivent sur le lieu du drame, sauf Charlie, qui semble impassible et voit le ballon revenir mystérieusement dans ses mains. Trois mois plus tard, Mulder et Scully se retrouvent chargés de l’enquête sur sollicitation du bureau local. Mulder présente à Scully une photographie de télésurveillance prise quelques secondes avant le drame. On peut y voir Teddy suivre son ballon sur la voie ferrée. En se basant sur cette prise de vue, ainsi que sur les bulletins météo du jour, Mulder émet l’hypothèse que la trajectoire du ballon n’était pas verticale comme cela devrait l’être pour une baudruche gonflée à l’hélium, mais horizontale, et que le ballon devait avancer contre le vent. Il suggère alors une possibilité de poltergeist. Chuck Burks, expert scientifique du FBI, découvre sur la photo une figure composée d'énergie électromagnétique, que Mulder associe aux poltergeists.
La grand-mère maternelle roumaine de l'enfant, venue pour aider sa fille, prétend qu'elle a donné naissance au diable. Peu de temps après, le père meurt étranglé par la porte de garage tandis que Charlie enfermé dans la voiture ne peut qu'assister impuissant et hurlant à la mort de son père.
La grand-mère convoque alors les calusari, des exorcistes, pour procéder à un rituel pour chasser le mal de la maison. La mère tente d'interrompre le rituel mais la grand-mère et Charlie se retrouvent seuls enfermés dans la pièce. Lorsque la mère, l'assistante sociale, Mulder et Scully arrivent à forcer la porte, la vielle dame est morte et Charlie semble rester indifférent à l'agitation autour de lui.
Plus tard, lorsqu'une psychologue l'interroge sur les morts autour de lui, il hurle qu'il ne s'agissait pas de lui mais de "Michael"...

## Distribution
- David Duchovny : Fox Mulder
- Gillian Anderson : Dana Scully
- Helene Clarkson : Maggie Holvey
- Joel Palmer : Charlie Holvey
- Lilyan Chauvin : Golda
- Kay E. Kuter : le chef des Căluşari
- Christine Willes : Karen Kosseff
- Bill Dow : Dr. Charles Burks

## Accueil

### Audiences
Lors de sa première diffusion aux États-Unis, l'épisode réalise un score de 8,3 sur l'échelle de Nielsen, avec 16 % de parts de marché, et est regardé par 12,90 millions de téléspectateurs.

### Critique
L'épisode recueille des critiques mitigées. John Keegan, du site Critical Myth, lui donne la note de 7/10. Sarah Stegall, du site Munchkyn Zone, lui donne la note de 3/5. Le magazine Entertainment Weekly lui donne la note de B-.
Todd VanDerWerff, du site The A.V. Club, lui donne la note de C+. Le site Le Monde des Avengers lui donne la note de 2/4. Dans leur livre sur la série, Robert Shearman et Lars Pearson lui donnent la note de 1,5/5.